# Aparat fotografic reflex

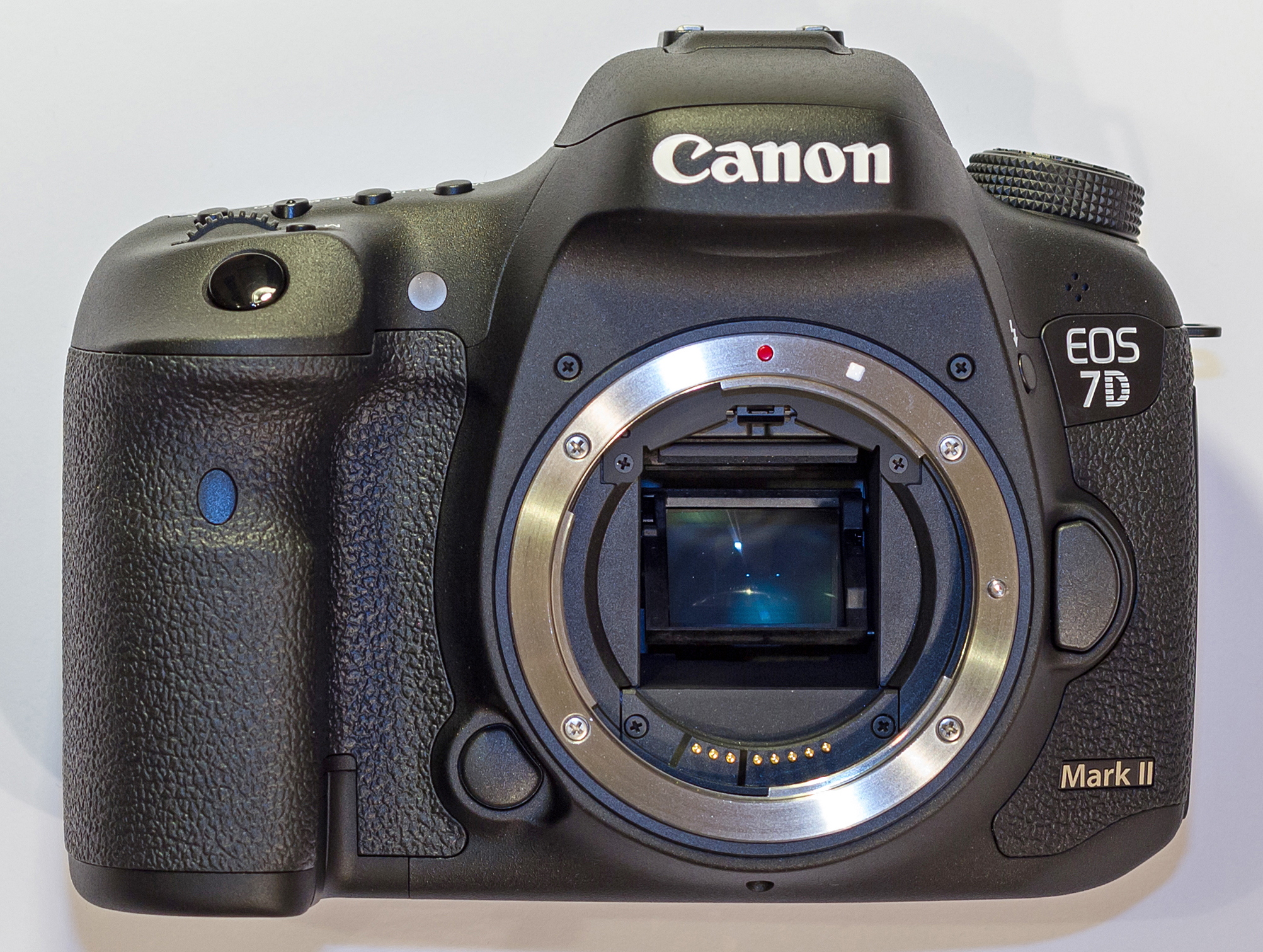
aparat de fotografiat reflex

Aparatul fotografic reflex  (cunoscut și sub abrevierea DSLR pentru engleză digital single-lens reflex) reprezintă un aparat de fotografiat digital, care utilizează un sistem mecanic tip oglindă și pentaprismă pentru a direcționa lumina direct de la lentilele fotografice la cele optice, printr-un vizor pe partea din spate a aparatului de fotografiat.
O imagine digitală este alcătuită dintr-o colecție de puncte minuscule denumite pixeli. Dacă imaginea conține un număr mare de puncte înseamnă că este de mari dimensiuni, că ocupă mai multă memorie și că prezintă subiectul până în mici detalii. Dimensiunea imaginii este exprimată prin numărul de pixeli.
Cu toate că diferențele nu sunt vizibile pe ecranul camerei foto, detaliile fine și procesarea datelor pot diferi atunci când imaginea este tipărită sau prezentată pe monitorul unui calculator personal.